# Pibimbap

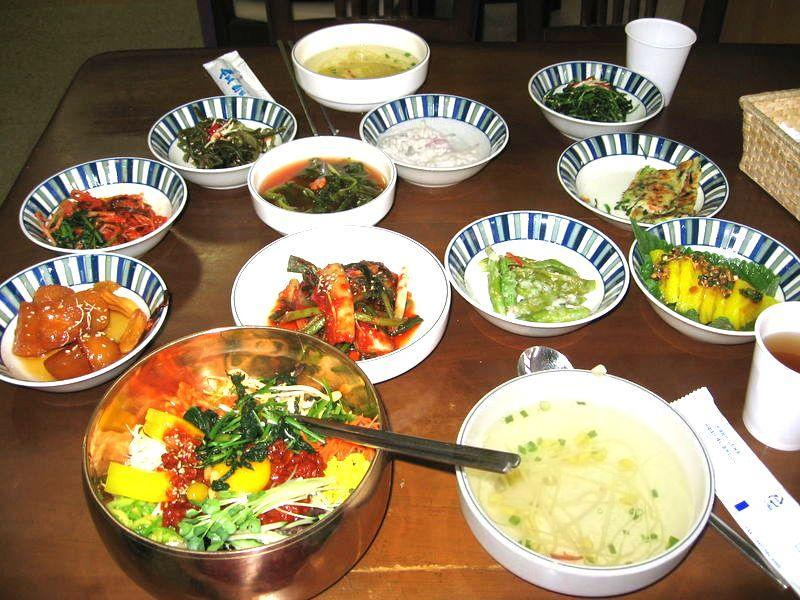
Ještě nezamíchaný pibimbap (vlevo dole) s přílohami

Pibimbap (korejsky 비빔밥), psáno též pibimpap, bibimbap či bibimpap, je korejské národní jídlo. Jedná se o velkou misku s vařenou rýží, na níž jsou nahoře naskládány kopečky různé zeleniny, jak vařené, tak i v syrovém stavu (cibule, okurka, špenát, mrkev, cuketa, sojové klíčky ad.), volské oko a několik kousků vařeného masa, přikládá se miska s ostrou pálivou omáčkou kočchudžang a někdy i polévka z mořských řas mijoguk. Pokrm se jí většinou lžicí a před jídlem se důkladně promíchá.